# Cloruro de manganeso(II)

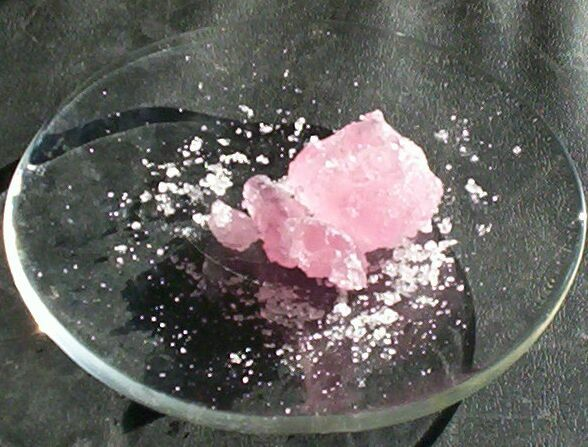
Cloruro de manganeso(II)

El cloruro de manganeso(II) es un compuesto químico. Tiene una fórmula química de MnCl2. Es un sólido cristalino de color rosa claro. Se utiliza para hacer carbonato de manganeso y óxido de manganeso(II). Se obtiene reaccionando el manganeso con ácido clorhídrico o cloruro de hidrógeno. También se produce cuando el óxido de manganeso(IV) reacciona con ácido clorhídrico; esta reacción también produce cloro.